# Campeonato de Gales de Rugby 2011-12
El Campeonato de Rugby de Gales (Principality Premiership) de 2011-12 fue la vigésimo segunda edición del principal torneo de rugby de Gales.

## Sistema de disputa
El torneo se disputó en formato de todos contra todos en la que cada equipo enfrentó en condición de local y visitante a cada uno de sus rivales, los primeros tres equipos de la fase regular clasifican a la postemporada, mientras que el que finalice en la última posición desciende directamente a la División 2.

## Clasificación
| Pos. | Equipo               | Encuentros | Encuentros | Encuentros | Encuentros | Tantos | Tantos | Tantos | Puntos Bonus | Puntos |
| Pos. | Equipo               | PJ         | PG         | PE         | PP         | F      | C      | Dif    | Puntos Bonus | Puntos |
| ---- | -------------------- | ---------- | ---------- | ---------- | ---------- | ------ | ------ | ------ | ------------ | ------ |
| 1    | Pontypridd RFC       | 26         | 19         | 0          | 7          | 718    | 420    | +298   | 15           | 91     |
| 2    | Llanelli RFC         | 26         | 19         | 0          | 7          | 765    | 555    | +210   | 13           | 89     |
| 3    | Aberavon RFC         | 26         | 19         | 1          | 6          | 683    | 453    | +230   | 10           | 88     |
| 4    | Llandovery RFC       | 26         | 18         | 0          | 8          | 590    | 429    | +161   | 11           | 83     |
| 5    | Neath RFC            | 26         | 15         | 1          | 10         | 673    | 479    | +194   | 16           | 78     |
| 6    | Cross Keys RFC       | 26         | 15         | 0          | 11         | 629    | 566    | +63    | 13           | 73     |
| 7    | Carmarthen Quins RFC | 26         | 14         | 0          | 12         | 574    | 521    | +53    | 15           | 71     |
| 8    | Bridgend RFC         | 26         | 12         | 2          | 12         | 676    | 673    | +3     | 11           | 63     |
| 9    | Cardiff RFC          | 26         | 10         | 2          | 14         | 628    | 617    | +11    | 14           | 58     |
| 10   | Swansea RFC          | 26         | 9          | 1          | 16         | 574    | 675    | -101   | 13           | 51     |
| 11   | Newport RFC          | 26         | 9          | 0          | 17         | 568    | 735    | -167   | 11           | 47     |
| 12   | Pontypool RFC        | 26         | 9          | 1          | 16         | 503    | 639    | -136   | 9            | 47     |
| 13   | Bedwas RFC           | 26         | 9          | 0          | 17         | 521    | 652    | -131   | 5            | 41     |
| 14   | Tonmawr RFC          | 26         | 1          | 0          | 25         | 395    | 1083   | -688   | 6            | 10     |

|  | Clasificado a la final.     |
|  | Clasificados a semifinal.   |
|  | Descendido a la División 2. |

### Semifinal
| 12 de mayo de 2012 | Llanelli RFC | 40 - 26 | Aberavon RFC |  |  |

### Final
| 18 de mayo de 2012 | Pontypridd RFC | 15 - 13 | Llanelli RFC |  |  |

| Bandera de Gales   |
| Campeón Pontypridd |
| Segundo título     |